# Коронование Девы (картина Джамбоно)
«Коронование Девы» (итал. Incoronazione della Vergine) — картина итальянского живописца Микеле Джамбоно. Создана в 1447—1448 годах. Хранится в Галерее Академии в Венеции (в коллекции с 1816 года).

## Описание

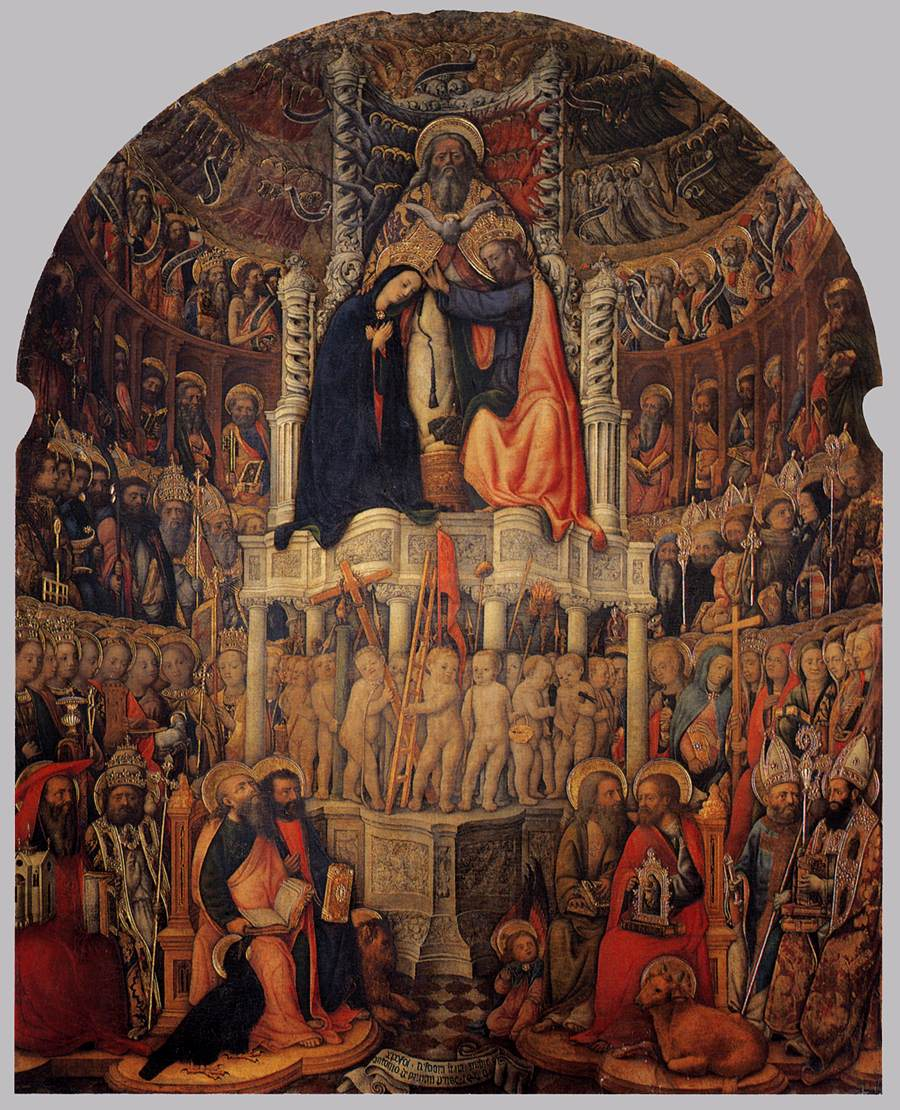
А. Виварини. Коронование Девы. 1444. Церковь Сан-Панталон, Венеция

Эта работа предназначалась для церкви св. Агнессы в Венеции, была заказана художнику в 1447 году Джованни Дотто, при условии, что она должна как можно больше напоминать произведение «Коронование Девы Марии» (1444), находящееся и поныне в церкви Сан-Панталон (Святого Пантелеймона), и принадлежит работе Антонио Виварини и Джованни д'Алеманья.
В центре многофигурной композиции на богато декорированном троне восседает Бог-Отец и наблюдает, как Иисус Христос коронует Богоматерь в присутствии Святого Духа. Чуть ниже изображены многочисленные путти, навеянные амурами античной классики, держащие инструменты Страстей, а ещё ниже — четыре евангелиста с их характерными атрибутами и четыре Отца Церкви: Иероним, Григорий Великий, Амвросий и Августин.
Перспектива, заметная в нижней части картины, благодаря конструкции трона, кажется, поднимается в верхнюю часть, заполненную фигурами людей, расположенных на едва заметных ярусах. Несмотря на то, что композиция была оговорена заказчиком, художнику мастерски удалось реализовать собственные пространственные идеи и индивидуальный художественный стиль.